# Wkusno i totschka
Wkusno i totschka (russisch: Вкусно — и точка, wörtlich: „Lecker und Punkt“) ist eine russische Fast-Food-Kette, die hauptsächlich in ehemaligen McDonald’s-Restaurants ansässig ist und deren Speisekarte größtenteils aus umbenannten McDonald’s-Produkten besteht. McDonald’s schloss seine russischen Filialen 2022 als Reaktion auf die russische Invasion der Ukraine. Die Restaurants von Wkusno i totschka befinden sich größtenteils in ehemaligen McDonald’s-Restaurants, die an den Unternehmer Alexander Gowor verkauft wurden, der ein Franchisenehmer des Unternehmens in Sibirien war. Das Unternehmen betrieb Mitte 2024 über 880 Filialen in Russland, Belarus und Kasachstan.

## Geschichte
Im Jahre 1990 wurde das erste McDonald’s-Restaurant in der Sowjetunion auf dem Puschkinskaja-Platz in Moskau eröffnet, was die wirtschaftliche Öffnung des Landes unter Michail Gorbatschew symbolisierte. Bis 2022 hatte das amerikanische Fastfoodunternehmen über 800 Filialen in Russland eröffnet und beschäftige über 60.000 Mitarbeiter im Land. Am 8. März 2022 kündigte McDonald’s angesichts des öffentlichen Drucks durch die russische Invasion in der Ukraine an, den Betrieb seiner Restaurants in Russland vorübergehend einzustellen, kündigte aber gleichzeitig an, seine Mitarbeiter in dem Land weiter zu bezahlen.
Am 16. Mai 2022 beschloss das Unternehmen, sich ganz aus Russland zurückzuziehen. Am 27. Mai 2022 wurde berichtet, dass McDonald’s seine Filialen in Russland an einen lokalen Lizenznehmer, Alexander Gowor, verkauft. Die Mitarbeiter und Gebäude wurden dabei übernommen. Am 12. Juni 2022 eröffnete die Restaurantkette 15 Restaurants in Moskau unter dem neuen Namen. Das erste Restaurant wurde auf dem Puschkinskaja-Platz eröffnet, wo McDonald’s einst sein Debüt in Russland feierte. Das Logo der Kette und der neue Name sorgten jedoch auch für Kontroversen. Am Tag der Eröffnung hielt ein Demonstrant ein Transparent hoch: „Bringt den Big Mac zurück!“. Er wurde jedoch schnell entfernt.
McDonald’s hat eine 15-jährige Option, seine ehemaligen Restaurants von Wkusno i totschka zurückzukaufen. Alexander Gowor bestätigte, dass Wkusno i totschka regelmäßige Kontakte mit McDonald’s unterhält.
Im November 2022 wurde bekannt gegeben, dass McDonald’s auch Belarus verlässt und die russische Wkusno i totschka die Restaurants übernimmt. Hier werden die Filialen unter dem Markennamen Mak.by geführt. Aufgrund von Schwierigkeiten in der Lieferkette zog sich McDonald’s Anfang 2023 auch aus Kasachstan zurück, wo die Restaurants von Wkusno i totschka über die Unternehmenstochter Food Solutions KZ unter dem Namen I'm weitergeführt wurden.

## Menü
In der Anfangsphase der Eröffnung führten die Restaurants aufgrund von Problemen in der Lieferkette und der Verpackungslogistik nicht alle ursprünglich geplanten Menüpunkte. Nach Angaben des Qualitätsmanagers Alexander Merkulow enthalten die Gerichte dieselben Zutaten und werden mit denselben Geräten zubereitet wie beim Betrieb der McDonald’s-Restaurants, werden aber in einer anderen Verpackung serviert.
Das Unternehmen serviert McDonald’s Klassiker wie Chicken nuggets, Cheese- und Chickenburger oder den Big Tasty Burger unter leicht abgewandelten Rezepten und Namen. Aufgrund einiger Einschränkungen servierte Wkusno i totschka sein Äquivalent zum Big Mac (The Big Hit) erst im Februar 2023, nachdem die Sauce und die Zusammensetzung geändert worden waren, um die Markenrechte von McDonald’s nicht zu verletzen. Aufgrund des Rückzugs der Coca-Cola Company aus Russland gingen die Vorräte für Coca-Cola im Juni 2022 zur Neige. Im September ersetzte Wkusno i totschka die Getränke der Marke Coca-Cola durch analoge Getränke der Marke Dobry (die von der russischen Tochtergesellschaft von Coca-Cola HBC hergestellt werden).

## Galerie

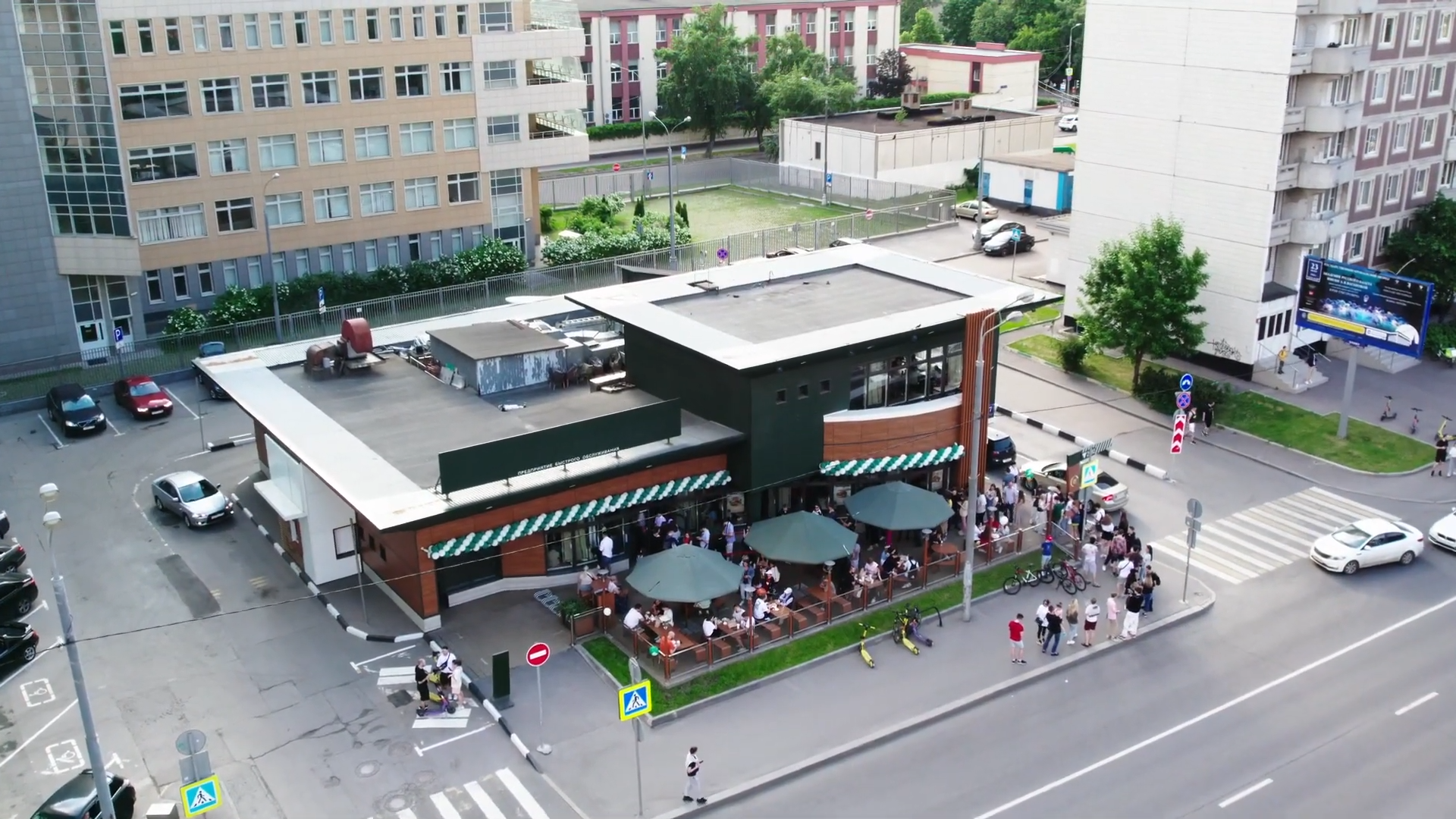
Restaurant in Moskau
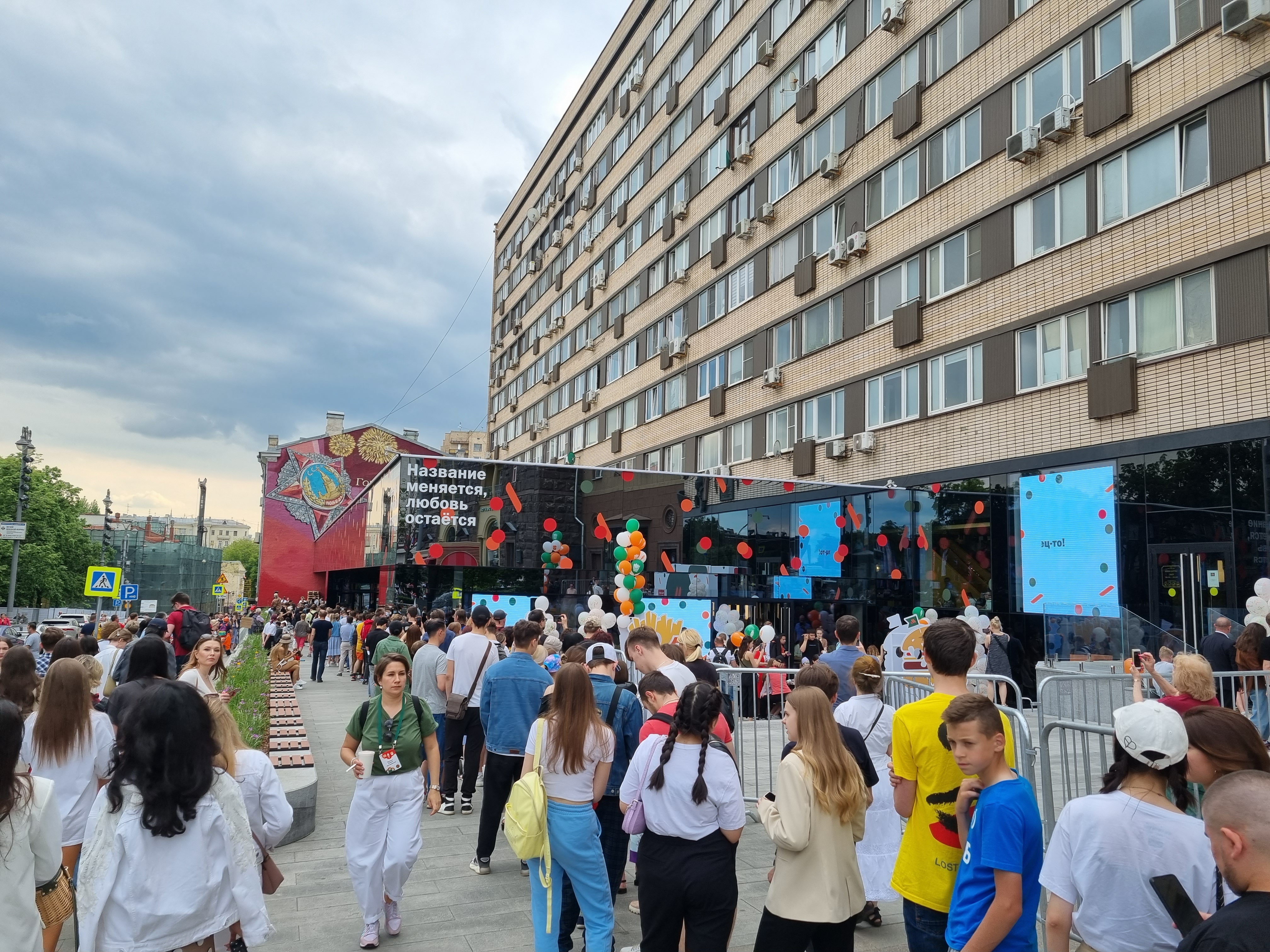
Eröffnung des ersten Standortes in Moskau (Juli 2022)
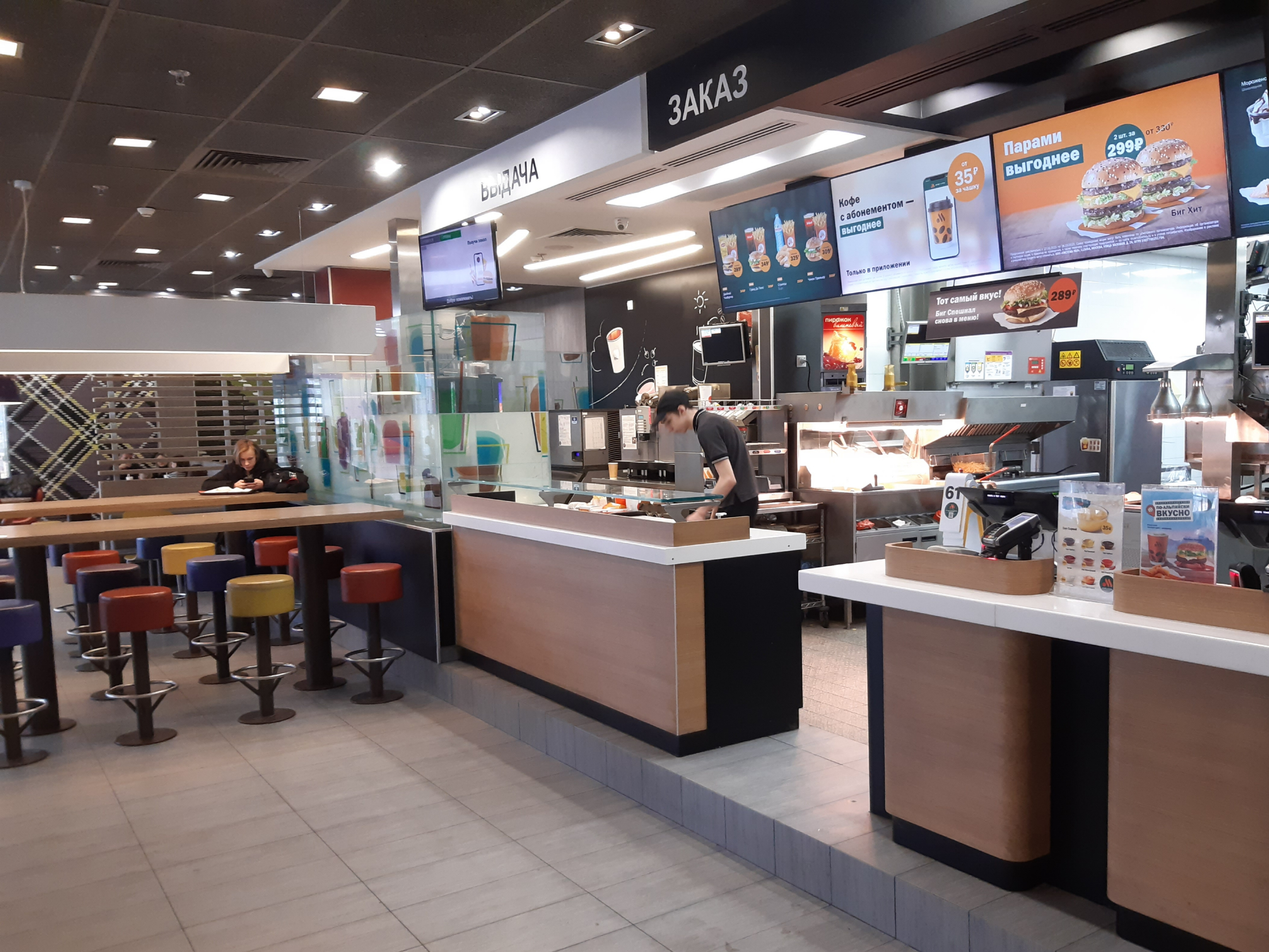
Inneneinrichtung eines Restaurants
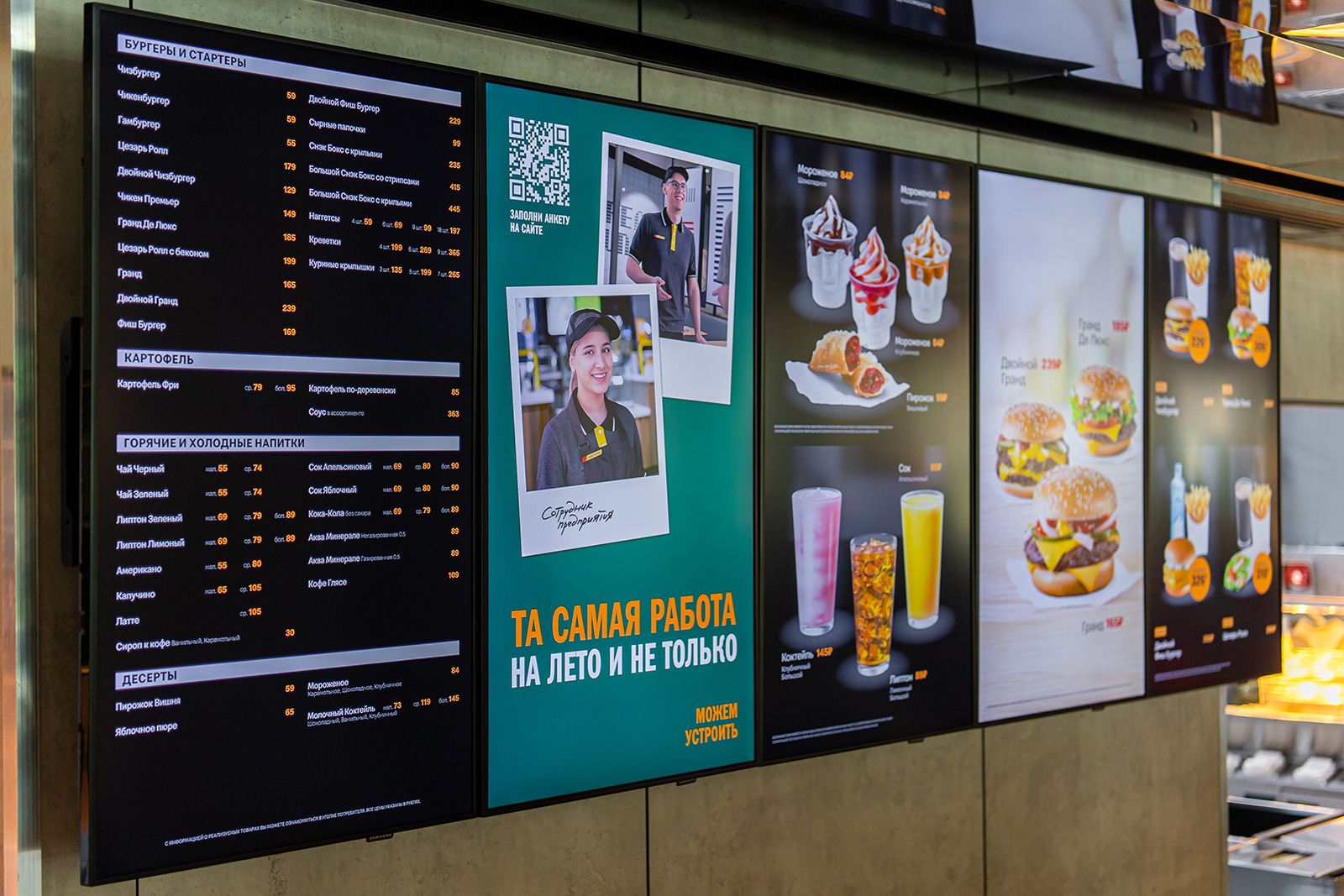
Menü eines Restaurants
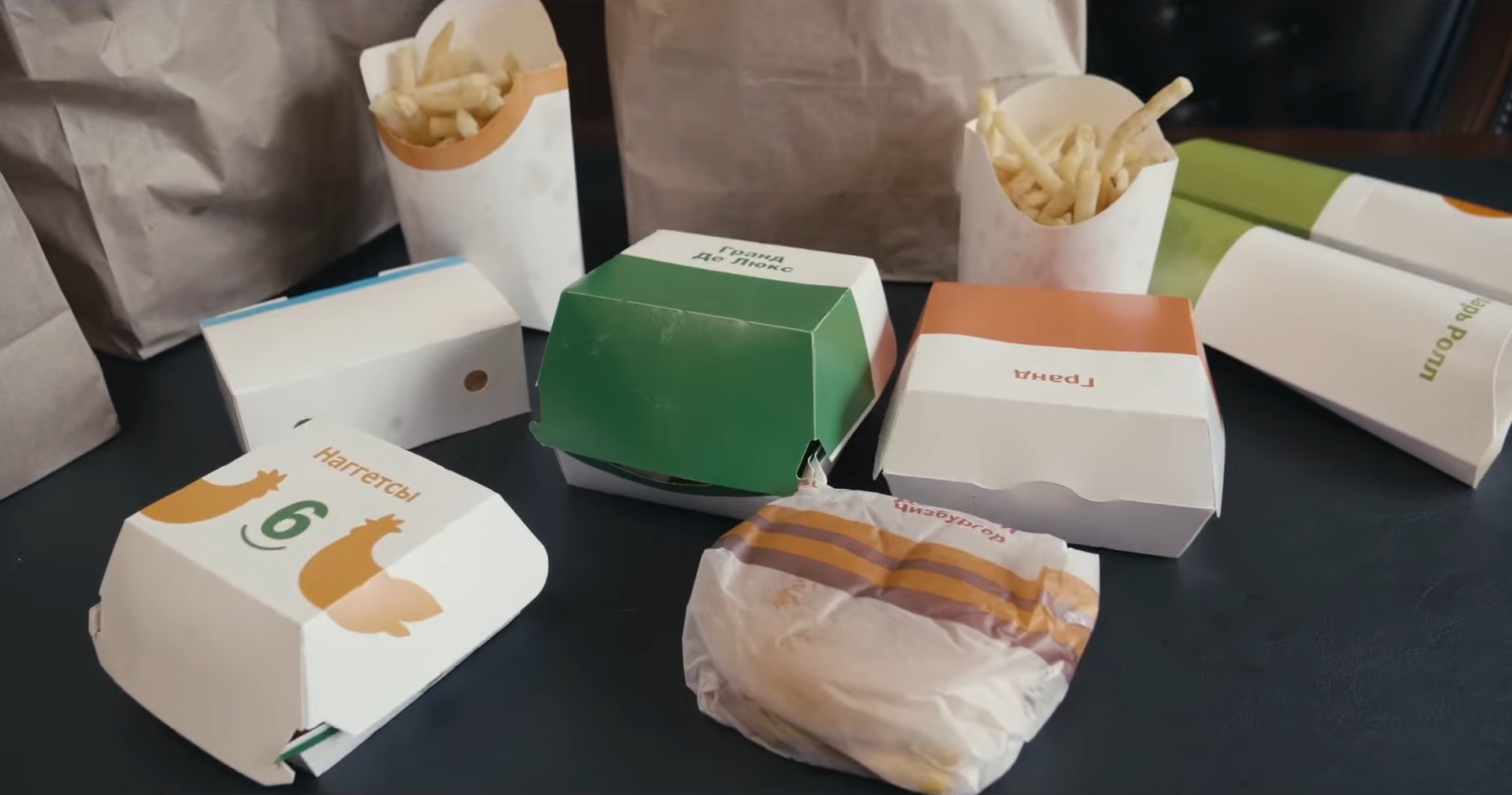
Bestellung in Verpackung